# 耶律撒剌竹
耶律撒剌竹（？—1063年），辽朝大臣。孟父房耶律滌冽之孙。
耶律撒剌竹性情凶暴。清宁年间，历任宣徽使、殿前都点检。与耶律重元谋乱。当时辽道宗在滦河打猎，耶律重元害怕事情泄露，与扈从军仓卒作战。其子耶律涅鲁古既死，同党溃散。耶律撒剌竹当时在打猎之所，听说耶律重元起兵后，劫猎夫援助耶律重元。既至，知到耶律涅鲁古已死，非常悔恨，建议乘夜劫行宫。耶律重元、萧胡睹不从。第二天，撒剌竹战死。

## 延伸阅读
[在维基数据编辑]
 《遼史/卷114》，出自脱脱《遼史》